# Justin Guitard
Pour les articles homonymes, voir Guitard.
 (juillet 2023).
Justin Guitard est un réalisateur, scénariste, producteur, improvisateur, auteur, chanteur, directeur artistique, journaliste et animateur de radio et de télévision acadien né en 1988 à Pointe-Verte au Nouveau-Brunswick (Canada). Il a obtenu deux baccalauréats à l'Université de Moncton, en 2010 et en 2012, en plus d'obtenir un certificat de mérite. Il est détenteur depuis 2019 d'une maîtrise en éducation de la même institution.

## Biographie
Le cinéaste Justin Guitard, né à Pointe-Verte, habite Moncton depuis 2006. Il a connu du succès comme scénariste et réalisateur dès son premier court métrage Une affaire de famille produit par l'ONF en 2012. Il a d'ailleurs remporté deux prix pour ce documentaire, dont le prix de la meilleure œuvre de court-métrage acadienne au FICFA et celui de la meilleure œuvre canadienne aux rendez-vous du cinéma québécois (RVCQ), en 2013. Le documentaire a été présenté partout au Canada dans le cadre des Rendez-vous de la francophonie, du 8 au 22 mars 2013,.
En 2014, il est choisi pour une deuxième fois comme demi-finaliste au concours Tremplin de l'ONF avec sa proposition Cœur de Docteur.
Toujours en 2014, il est le lauréat de Tourne à Québec, qui lui permettra de tourner en mai 2015 son premier film de fiction, Presque aussi vierge que la vierge. Le film sera présenté en première mondiale au FICFA, devant plus de 200 personnes, en novembre 2015 à Moncton.
Justin Guitard est également connu en Acadie pour son travail d'animateur et de journaliste, tant dans les médias écrits, qu'à la radio et à la télévision. Il a d'ailleurs plus de 500 heures d'animation à la télévision à son actif, dont plus de 300 en direct, surtout à Rogers TV, où il animait l'émission 2 bon'heures. Il compte aussi plus de 1000 heures d'animation à la radio, principalement à CJSE et CFBO.

 En 2022, il effectue un retour à la télévision, animant tout d'abord l'émission Apprendre autrement, sur les ondes de TFO, puis l'émission À nous l'été, à Radio-Canada. 

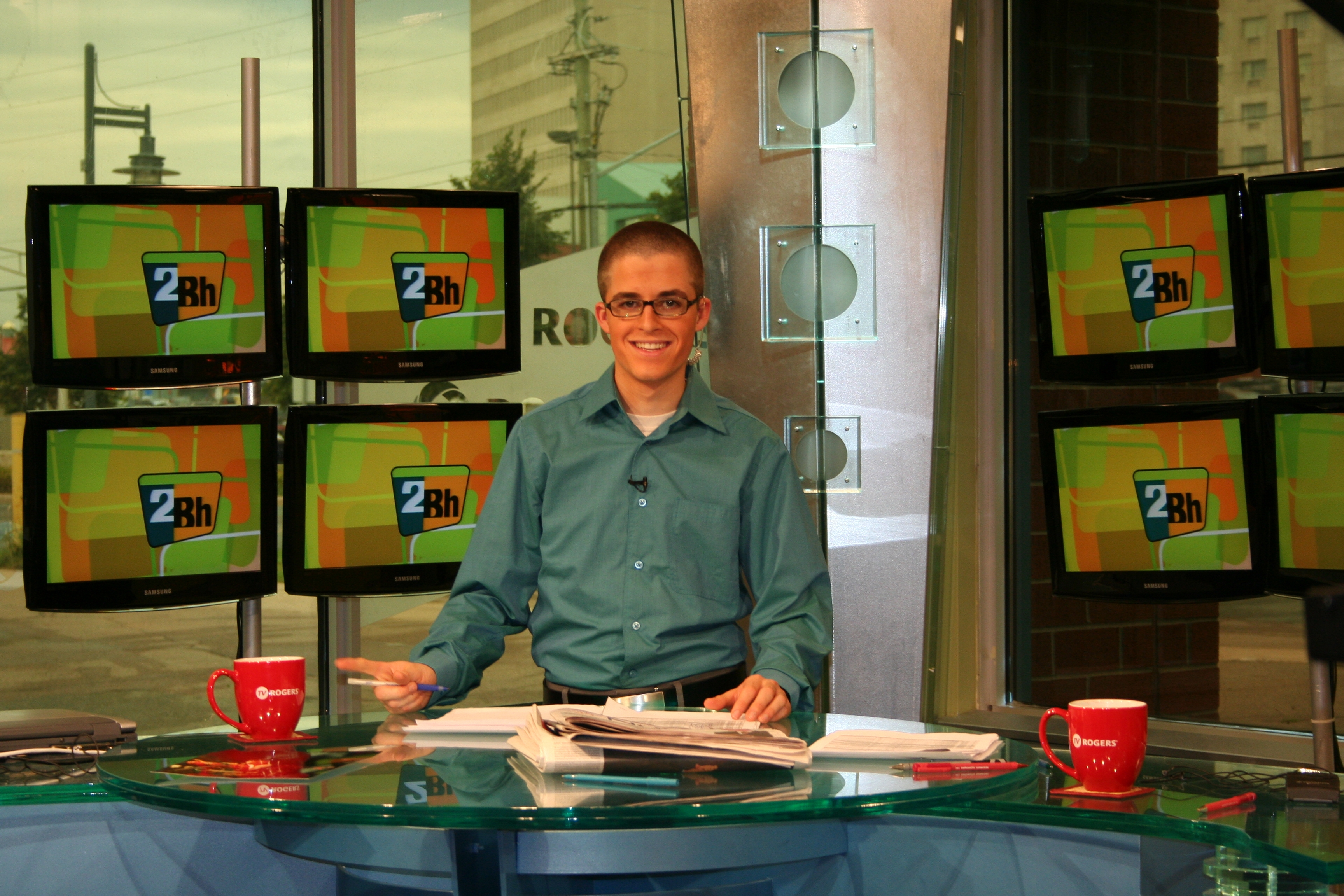
L'animateur Justin Guitard à la barre de l'émission 2'bon'heures

Également, Justin s'est fait connaître comme auteur de romans jeunesse, lançant en 2015, le premier tome de sa trilogie Voilà pourquoi cette fille n'est pas ta mère aux éditions de la francophonie. Il a, depuis, publié le second tome (février 2016) et le troisième tome (octobre 2016). Au printemps 2017, il lance le dernier volet de cette série, un 4e tome - le spectacle, qui raconte les histoires présentées dans le spectacle du même nom que l'auteur a offert en tournée au Nouveau-Brunswick en 2017. Puis, en octobre 2017, Justin Guitard a lancé son premier roman pour adulte, Le cœur éteint, avant de sortir à l'été 2018 son 6e roman, un roman jeunesse, Huit mois à Ottawa. Après avoir lancé en 2019 une pièce de théâtre, Moustaqui? Moustachio!, il publia sa 8e œuvre à l'automne 2019, le corps éteint.À l'été 2020, il lance sa 9e publication, Huit mois à Moncton, un autre roman jeunesse. L'année 2021 marque la publication de sa 10e œuvre écrite, le roman Le hors-la-loi qui a volé ma voix.
De plus, en 2019 Justin fonde la ligue d'improvisation olympienne (LIO), une ligue d'improvisation professionnelle de laquelle il est le directeur artistique et général. La LIO met en scène la plupart du temps cinq équipes qui s'affrontent au cours d'une saison s'étalant sur trois mois. La LIO en est à sa 9e saison (septembre 2024). Les matchs de la LIO se déroulent toujours au Centre des arts de la culture de Dieppe. La passion de Justin pour l'improvisation se manifeste également depuis 2008 où il devient entraineur de l'équipe d'improvisation de l'École L'Odyssée. Depuis, il a mené son équipe à trois victoires du trophée provincial, la Gougoune Dorée, dont la plus récente en 2023-2024,.
Justin Guitard est aussi un joueur d'improvisation, ayant évolué durant plusieurs années au sein de la Ligue d'improvisation de l'Université de Moncton (LICUM), remportant le championnat de l'Université à trois reprises, soit en 2010, 2012 et 2013, se méritant chaque fois la 1re étoile de la partie finale. Il est, depuis 2019, membre du Temple de la Renommée de l'Improvisation au Nouveau-Brunswick.
En août 2020, il fonde le Théâtre du Tsar, une nouvelle compagnie de théâtre dans la région de Moncton/Dieppe. Il agit à titre de directeur artistique de cette compagnie,. Il écrit et met en scène la première pièce de la compagnie, Les chanteuses se cachent pour mourir, présentée en juin 2021 au centre des arts et de la culture de Dieppe. Suivront plusieurs autres pièces, dont Barreaux tropicaux, Les dernières cabrioles de l'agile et infâme Miss Molle et L'île du vil.
Parallèlement, il lance en mai 2021 son premier album de chansons originales, La loi du plus corps. Le premier extrait de l'album, Reine de l'Alberta passe trois semaines au palmarès de l'ARCANB en plus d'atteindre le numéro 1 du palmarès pop-rock de CKRO deux semaines de suite. Le deuxième extrait de l'album, la chanson Sophie, passe sept semaines au palmarès de l'ARCANB, en plus de cumuler plus de 18 000 écoutes sur Spotify. Au printemps 2022, le titre La chute des corps passe 9 semaines au palmarès et atteint la 3e position. En avril 2023, il lance son 2e album, En chair et en gloss, qui comprend la chanson M'a dire comme le gars, numéro 1 au palmarès de l'ARCANB et présente au palmarès pop-rock pendant un record de 27 semaines. L'album comprend aussi les succès En chair et en gloss ainsi que Culture américaine, tous deux accompagnés de vidéoclips,.
Il débute à l'automne 2024 une tournée québécoise intitulée Gainsbarre pour les intimes, un spectacle rendant hommage aux plus grandes chansons de Serge Gainsbourg, accompagné de deux chanteuses et un musicien.

## Filmographie

### Réalisation
- 2012 : Une affaire de famille (court-métrage cinéma), ONF
- 2015 : Presque aussi vierge que la vierge (court-métrage cinéma), Spirafilms

### Scénarisation
- 2012 : Une affaire de famille (court-métrage cinéma), ONF
- 2014 : Cœur de docteur (court-métrage cinéma), ONF
- 2014 : Presque aussi vierge que la vierge (court-métrage de fiction), Spirafilms

## Œuvre littéraire

### Romans
- 2015 : Voilà pourquoi cette fille n'est pas ta mère, Tome I  (ISBN 978-2-89627-422-2)[40]
- 2016 : Voilà pourquoi cette fille n'est pas ta mère, Tome II  (ISBN 978-2-89627-427-7)[41]
- 2016 : Voilà pourquoi cette fille n'est pas ta mère, Tome III  (ISBN 978-2-89627-449-9)[42]
- 2017 : Voilà pourquoi cette fille n'est pas ta mère, Tome IV[16]
- 2018 : Le cœur éteint[16],[43]
- 2018 : Huit mois à Ottawa[16],[44]
- 2019 : Moustaqui? Moustachio![45]
- 2019 : Le corps éteint [46]
- 2020 : Huit mois à Moncton[21]
- 2021 : Le hors-la-loi qui a volé ma voix[47]

## Musicographie

### Albums
- 2021 : La loi du plus corps [48]
- 2023 : En chair et en gloss [49]

## Récompenses et prix

### Prix
- 2011 : Nommé - Animateur de l'année (catégorie comédie-divertissement) Gala Impression (télévision)
- 2012 : Meilleure œuvre court-métrage acadien (Une affaire de famille) FICFA[50]
- 2012 : Meilleure œuvre franco-canadienne (Une affaire de famille) RVCQ[51],[52],[53]
- 2023 : Prix Réseau Ontario - RADARTS Francofête en Acadie[54]
- 2023 : Nommé - Vidéoclip de l'année (Reine de l'Alberta) - Prix MNB[55]